# さかしま
『さかしま』（仏: À rebours）は、フランスの作家ジョリス＝カルル・ユイスマンスによる小説。1884年に刊行され、象徴主義、デカダンスを代表する作品として、モーリス・メーテルリンク、ポール・ヴァレリーなどに影響を与えた。「さかしま」は「逆さま」「道理にそむくこと」といった意味（英訳では"Against the Grain"または"Against Nature"）。「デカダンスの聖書」とも評される。

## あらすじ
登場人物は（回想シーンなどを除き）ほとんど主人公フロレッサス・デ・ゼッサント（Floressas des Esseintes）1人のみである。
主人公は貴族の末裔で、学校を卒業後、文学者との交際や女性との放蕩などで遺産を食い潰す。やがてそうした生活に飽き、性欲も失い、隠遁生活を送る決意をする。祖先の遺した城館を売り払い、使用人とともに郊外の一軒家にこもって趣味的な生活を送る。
デ・ゼッサントは俗悪なブルジョワ的生活を嫌い、修道院の隠棲生活に憧れを持つが、カトリックの信仰には懐疑的である。自分の部屋にラテン語の文献、好みの書物（ボードレール、マラルメなど）を集め、幻想的なモローの絵画（『ヘロデ王の前で踊るサロメ』、『出現』）、ゴヤの版画で飾り、美と廃頽の「人工楽園」を築いてゆく。
次第に神経症が悪化し、不眠、食欲不振などに悩まされる。ある日、ディケンズの小説を読み、ロンドンで暮らそうと考えて家を出るが、結局汽車に乗らずに帰ってきてしまう。医師から、現在のままでは神経症はよくならないので、パリで普通の人間に交わって生活するよう命じられる。パリへ向かうべく、デ・ゼッサントは住居を引払う。

## 評価
エミール・ゾラは本作を非難し、作者のユイスマンスに「君は自然主義文学に恐ろしい一撃を与えた」と言ったという。また、田辺貞之助は本作を「自然主義文学の内部的崩壊の第1作として注目すべき」と指摘しつつ、以下のように述べている。
同時代の英語圏の作家では、イギリス文学では、オスカー・ワイルド『ドリアン・グレイの肖像』、アーサー・シモンズなど、アイルランド文学ではW・B・イェイツ、ジョージ・ムアなどがいる。

## 翻訳書誌
澁澤龍彦訳 - 訳者としての澁澤自身の代表作。
- 桃源社、1962年 - 背革装の豪華本。副題に「美と頽廢の人工楽園」
- 桃源社「世界異端の文学 4」、1966年 - シリーズ全6巻。
- 桃源社「澁澤龍彦集成 Ⅵ 翻訳篇」、1970年 - 2段組で他に数作品を収む。
- 桃源社、1973年 - 改訂新装版 - 以下はユイスマンス表記
- 光風社出版、1984年 - 瀟洒な装丁、挿画・箱入り、新版あとがきを付す。
- 河出書房新社「澁澤龍彦翻訳全集 7」、1997年 - 他に数作品を収む。
- 河出文庫、2002年 - 上記「全集」版を文庫化。